# Van Alkemadelaan
De Van Alkemadelaan in Den Haag is een wijkontsluitingsweg van de wijk Benoordenhout en is over de gehele lengte van circa 3 km uitgevoerd als een doorgaande weg met vier rijstroken, deels met gescheiden rijbanen. De weg is vernoemd naar Dirk van Alkemade, burgemeester van Den Haag (1560-1572). De hoofdontsluitingsweg van de badplaats Scheveningen is de N440 overgaand in de N14; deze vormen de Noordelijke Randweg Haaglanden.
Als gevolg van de uitspraak van de Raad van State van 12 december 2012 met zaaksnummer 201202885/1/A3 is de Van Alkemadelaan deels "geannexeerd" door de gemeente Wassenaar. De Raad van State heeft bepaald dat de Van Alkemadelaan ook als adres in de gemeente Wassenaar kan en mag worden gebruikt.

## Geschiedenis
In 1925 werd het Willem Witsenplein aangelegd tegenover het eind van de Laan van Nieuw-Oost-Indië in het Haagse Bos. Van daar af werd de Van Alkemadelaan in de richting van Scheveningen aangelegd. In 1927 was de laan klaar tot de Waalsdorperweg. In diezelfde periode werd het Nirwana-flatgebouw neergezet. Tien jaar later werd de Van Alkemadelaan doorgetrokken tot aan de Zwolsestraat, die uit 1915 dateert en tot aan de Gevers Deynootweg loopt. Het noordelijk deel van de  Van Alkemadelaan, vanaf de kazernes tot de Zwolsestraat, had tientallen jaren lang betonplaten als wegdek. Na 1980 zijn profiel en wegdek echter verbeterd.

## De huidige situatie
De weg ligt in het verlengde van Laan van Nieuw Oost-Indië, en loopt vanaf de kruising met de Benoordenhoutseweg (N44), met op de hoek de Nirwana-flat, naar het noordwesten. Het eerste stukje heet Willem Witsenplein. Over vrijwel de gehele lengte is een vluchtheuvel aangelegd.

## Kazernes
Eind augustus 2011 maakte minister Hillen van Defensie bekend dat diverse kazernes wegens bezuinigingen gesloten zouden worden. Dit betrof ook de Koningin Beatrixkazerne (1998) en de Alexanderkazerne (1938) aan de Van Alkemadelaan.  Het Instituut Defensie Leergangen verhuist naar de Nederlandse Defensie Academie in Breda.

## Kruisingen
De Van Alkemadelaan wordt gekruist door de Breitnerlaan, de Wassenaarseweg, de Ruychrocklaan en de Waalsdorperweg. Drie kruisingen zijn voorzien van verkeerslichten, maar bij de Breitnerlaan, die begint bij het Van Hoytemaplein en eindigt bij landgoed Oosterbeek loopt de vluchtheuvel door. Er is aan de Wassenaarse kant een poort gemaakt om onder de huizen door te kunnen. 
Op de hoek van de Wassenaarseweg is aan de noordkant het ANWB-hoofdkantoor.
Op de hoek van de Van Alkemadelaan en de Waalsdorperweg stond de Alexanderkazerne. Deze werd gesloopt om plaats te maken voor het Internationaal Strafhof. Schuin aan de overkant is 'Het 700 monument', een gebouw dat in 2013 geheel gerestaureerd werd. Het werd in 1933 gebouwd, naar ontwerp van de architecten Jan Wils en F. Ottenhof, en behoort tot het nieuwe bouwen. Voorheen waren hier TNT, de Koninklijke Marechaussee en Bird&Bird gehuisvest, eind 2013 werd het kantoorgebouw betrokken door Mandema & Partners. Aan de Scheveningse kant van die kruising loopt de Hubertustunnel onder de weg door.
Na de kruising liggen links Hockeyclub Klein Zwitserland en de Scheveningse gevangenis en daar tegenover het duingebied Meijendel met de Waalsdorpervlakte, waar tijdens de Tweede Wereldoorlog veel mensen werden geëxecuteerd. Verderop gaat de Van Alkemadelaan over in de Zwolsestraat.

## Trein & Bus
Vanaf 1908 tot 1953 reed de Hofpleinlijn naar Scheveningen. Tussen de kazernes en Scheveningen lag de baan in de duinen naast de Van Alkemadelaan. Nu is dat een fietspad. 
De eerste buslijn over (een deel van) de laan was lijn R, die reed  tot aan de Waalsdorperweg, want verder kon je niet. Later nam lijn T dit over. In 1935 was de laan verlengd naar Scheveningen. Daarna ging buslijn S daarover rijden, tussen Scheveningen en Waalsdorperweg. Maar vanwege de mobilisatie verdween die al in 1939. De overige lijnen verdwenen in de oorlog. Na de oorlog kwamen lijn R en T terug, en ging lijn L doorrijden van Scheveningen naar Bezuidenhout. In 1955 werd dit lijn 23, en dat is nog steeds zo. Een aantal jaren reden de "kazerne-lijnen" 28 & 29 ook deels over deze laan.  In 1991 ging spits-streek-lijn 240 over deze laan rijden tussen Waalsdorperweg en Benoordenhoutse weg. In 1992 kwamen lijn 241 en 242 er bij. Het eindpunt was bij ziekenhuis Bronovo. Lijn 240 ging naar Alpen aan den Rijn, 241 & 242 naar Boskoop/Waddinxveen. In 1995 werden ze ingekort tot Centraal Station en kwamen niet meer in Benoordenhout.

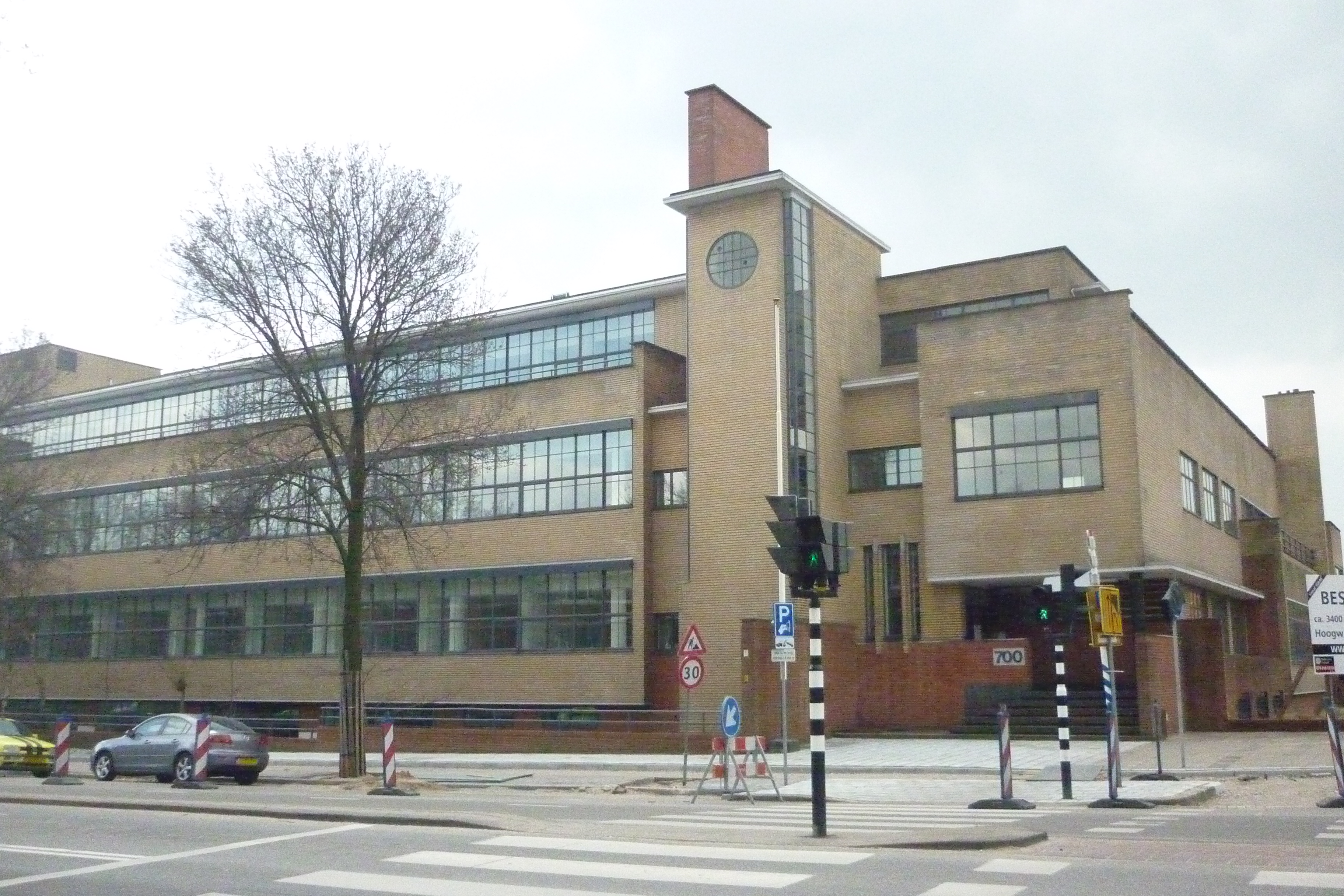
Van Alkemadelaan 700
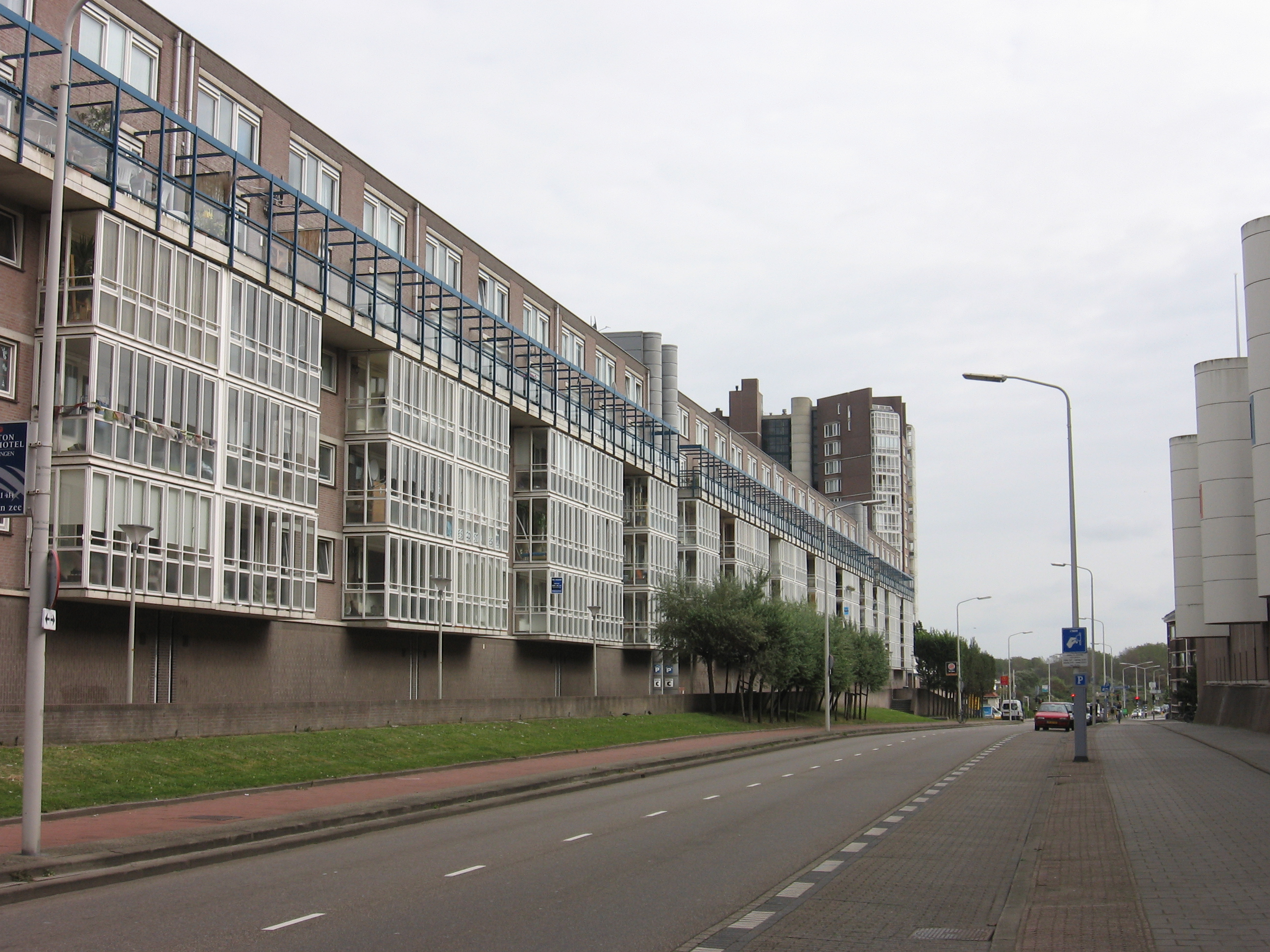
Zwolsestraat